# マグマ星人
マグマ星人（マグマせいじん）は、特撮テレビドラマ『ウルトラマンレオ』をはじめとするウルトラシリーズの作品に登場する架空の宇宙人。別名はサーベル暴君。英字表記はALIEN MAGMA。

## 『ウルトラマンレオ』に登場するマグマ星人

### 1回目
『ウルトラマンレオ』第1話「セブンが死ぬ時！ 東京は沈没する！」、第2話「大沈没！ 日本列島最後の日」に登場。
宇宙の星々を荒らし回る残忍で好戦的な宇宙の悪魔。配下の双子怪獣のブラックギラスやレッドギラスと共に、ウルトラマンレオの故郷の獅子座L77星を滅ぼした実力者でもある。ただし、単独での戦闘能力はそれほど高くなく、実戦経験がまだ浅いころのレオに圧倒される程度であるため、双子怪獣が優勢になった時にしか参戦しない。戦闘時にはマントを羽織り、武器は右手に装着する刃渡り25メートルのパタ状のサーベル、左手に装着するフック状の鉤爪、そしてサーベルの先端から発射する怪光線で、逃亡時は黄色い煙幕を噴射する。また、稲妻とともに瞬間移動能力で空中から出現する。サーベルビームはウルトラセブンとの初戦でレオに撃つと見せかけてセブンに命中させており、先の双子怪獣によるダメージとこのサーベルビームのダメージによって倒されたセブンは、モロボシ・ダンの姿でしかいられなくなっている。
レオとは3度も交戦し、1度目は3対1の連携攻撃でセブンをあと一歩まで追い詰めるもレオの登場で形勢不利になり、加勢させようとした双子怪獣もセブンに取り押さえられたため、レオにはまったく太刀打ちできずに逃亡する。2度目は双子怪獣に加勢してレオを窮地に追い込むが、ダンのウルトラ念力で身動きが取れなくなり、逃亡する。3度目は双子怪獣が倒されたのを見て、逃亡する。
- スーツアクター：浦上嘉久（ノンクレジット）[10]
  - 浦上の目と口元が露出しており、口元は銀色の塗料で塗られている。それを活かし、ブラックギラスとレッドギラスを呼ぶ時には指笛を吹くほか、劇中でしゃべらないにもかかわらずこの口元のおかげで表情が豊かになっている。
  - 海面の特撮に大量の水を使っているため、口元の塗料が剥げて浦上の肌が露出しかけている場面もあるが、この構造のおかげで彼はレオ役の二家本辰巳（現：二家本辰己）とは違い、スーツ内の水没による窒息の危機（詳細は二家本辰己#『ウルトラマンレオ』での逸話を参照）に遭わなかった。
- デザインは大澤哲三が担当した[出典 6]。
- 当時の裏設定ではババルウ星人の部下とされており（そのためか、両者の胸には似た勲章がある）、ババルウ星人の命令で地球侵略に乗りだし、自身の敗退後はツルク星人やカーリー星人などの宇宙人を通り魔として地球に派遣したとされている。また、ブラック指令ともつながりがあったとされており、『心にウルトラマンレオ』での解説によれば、侵略者としての地位はブラック指令の方が上と解説されている[14]。
- 雑誌などで公開された裏設定では、L77星を滅亡させた後にレオの弟のアストラを捕えており、その際に彼の左太腿に装着した鎖付きの足枷「マグマチックチェーン」はウルトラマンキングの超能力も受け付けず、その後も外せないままとなっている[15]。『新ウルトラマン列伝』第14話では、ウルトラマンゼロがアストラを紹介する際に「左足のマグマチェーンはマグマ星人に捕まっていた時の名残だ」と説明している。

### 2回目
『ウルトラマンレオ』第30話「怪獣の恩返し」に登場。
宇宙で一番美しいと言われている宇宙鶴ローランに求婚するも嫌がられたため、無理やり妻にしようと襲っていたところをゲンのマッキー3号に妨害され、退散する。姿を消したローランの反応を追い、ローランの羽を使って作られた風車を持つ子供を襲うが、MAC隊員との戦闘を経て再度退散する。最後は宇宙へ帰ろうとするローランを再度襲い、嫌がられた果てに殺そうとしたところ、レオに妨害されて投げられた巨大な風車が胸に突き刺さり、絶命する。
今回の武器は前回と同じ物に加えて腕からニードルを飛ばす攻撃も備え、子供を襲う際には人間と同サイズでも活動する。前回同様に格闘が得意ではないうえ、レオが数々の怪獣や星人との戦いで鍛えられていたため、まったく太刀打ちできなかった。
- 劇中のゲン（レオ）の台詞には「あいつは両親の敵なんだ」という部分があり、書籍でも同一個体と扱って「再登場」と表記しているものがあるが[16]、書籍によっては他の怪獣や星人に倣い、「二代目」と表記している物も多い[出典 9]。書籍『ウルトラマン大辞典』では、同一人物かどうかは不明としている[5]。
- 初登場時と異なり、口元が新規造形のマスクで覆われ、目の覗き部分のサイズが小さくなっている[13]。このスーツは後に、ババルウ星人へ改造される[12]。
- 『新ウルトラマン列伝』第48話ではこの時の行動をダークネスファイブ（メフィラス星人 魔導のスライ、テンペラー星人 極悪のヴィラニアス、グローザ星系人 氷結のグロッケン、デスレ星雲人 炎上のデスローグ）から紹介され、酷評されている。

### 漫画版
テレビ本編では上記の星人たちとの関係が描写されず、マグマ星人は第30話での再登場に留まったのに対し、内山まもるの漫画版では準レギュラー的な役回りとして登場する。レオと怪獣たちの戦闘中に姿を現す場面や、サーベルを振るってレオと直接戦う場面も多いうえ、レオキックで面を割られて素顔を見られる場面もある（敵に素顔を見られることは、マグマ星人にとってかなりの屈辱らしい）。
殺し屋宇宙人のウルトラキラーゴルゴ（詳細は後述）を雇う、ダンや子供たちを人質に取るなどの卑怯な手段を得意とするが、ゴルゴが卑怯な手段を好まないことを知らずに自身は人質を取ってレオとの対決を仕組んだため、ゴルゴに激怒されて仕切り直しにさせられるなどやや間の抜けた面も持っており、形勢が不利になると姿を消して逃げる。「レオの宿敵」や「故郷の仇」としての面も強調されているが、テレビ本編における2回目の登場時に倒された以降は登場しなくなり、終盤はババルウ星人とブラック司令官に出番を譲る形となる。
なお、連載開始当初は頭部が無毛で黒いために耳の大きさが際立ち、顔には両目を縦断するような線が入っているなど、テレビ本編と大幅に異なる容貌で描かれていたが、それ以降はテレビ本編に準じた容貌で描かれている。
殺し屋宇宙人 ウルトラキラーゴルゴ
小学館の『小学三年生』1974年9月号に連載された、内山の漫画版の一篇「ウルトラキラーゴルゴ」（『ザ・ウルトラマン』第3巻に収録）に登場。
ウルトラ戦士をつけ狙う孤高の暗殺者として宇宙に広く知られており、尖った頭頂と鋭い目元が特徴だが、普段は目と鼻以外を黒いマントで覆っている。1対1での対決を信念としており、卑怯な手段は好まないうえ、レオには対決前から助太刀を許可するほど自身の強さに誇りを持つ。
マグマ星人から月面に呼び出され、提示された星3つを対価としてレオの抹殺を引き受ける。月面に対決の場を設けたマグマ星人によってゲンの知人が人質に取られたことを知らずにレオを待っており、やって来た彼の言葉から真相を悟ると、そばに隠れていたマグマ星人を呼び出して激怒し、人質の解放を厳命して自分から地球へ向かう。地球では両腕を交差させて放つ必殺光線「クロスレーザー」で山1つを跡形もなく吹き飛ばすなどの実力を発揮してレオを圧倒するが、バルキー星人との戦いを経て人間として暮らしていた東光太郎がダンの要請に応じてタロウに変身して駆けつけたことから、形勢は逆転する。最後は、タロウの指示に合わせてレオがともに放ったダブルストリウム光線を浴びせられて倒される。
- 『小学三年生』に初掲載当時の名称は「地獄星人 ゴルゴ」だったが、『ザ・ウルトラマン』への収録時に改名された。それに伴い、作中での呼称も「ゴルゴ」から「ウルトラキラー」へ変更された箇所が散見される。

## 『アンドロメロス』に登場するマグマ星人

### 特撮テレビ番組版
『アンドロメロス』第1話 - 第7話に登場。
マグマ星人三人衆として登場。髪は過去の同族より長く、リーダーは水色の髪に赤い目をしていて、身体の大半が機械化されており、改造マグマ星人とも呼ばれる。軍団に入る前は、マグマ星で激しい特訓をしていた。マグマサーベルと分銅が武器。リーダーはマグマ殺法地獄送りという技を使用する。宇宙に自分たちの名を轟かせるためにグア軍の一員となり、アンドロ戦士たちを襲うが、最後は3人まとめてアンドロメロスに倒される。
- 『レオ』第30話と同じく、演者の口元はマスクで覆われている。
- 書籍によっては、リーダーを「親分」、部下を「子分」と記述している[26]。
- オレンジの毛髪素材(ボア)は、高山良策の工房に残されていた(『風雲ライオン丸』のたてがみ用に購入)ものという[28]。

### グラビア版
グラビア版の『ウルトラ超伝説』では、てれびくん1981年9月号、10月号、1982年2月号、12月号に登場。
9月号ではテレビ同様に三人衆で登場するが、リーダーは体を改造しておらず、鎖鉄球を武器としている。地球防衛軍の戦車隊の攻撃も受け付けず、トリプル・アタックでウルトラセブンを倒すが、セブンのウルトラサインで駆けつけたメロスのダブルサーベルで3人とも倒された。
10月号では三人衆がパワーアップして復活したうえ、リーダーは体を改造して改造マグマ星人となり、右手の甲に剣を装備できるようになった。岩場でメロスを罠にかけるもののアンドロウルフに参戦されて形勢を逆転され、それでもコンビナートに移動して戦闘を続行した結果、メロスとウルフのダブルアタック戦法で再び倒された。
2月号ではリーダーのみが他の改造怪獣たちと共に復活し、全員でメロスとウルフを取り囲んで高速旋回しながら炎の渦を発生させる火炎車戦法を仕掛けるが、破られて2人のアンドロビームで倒された。
12月号では別個体のマグマ星人が登場し、アンドロフロルを襲ったが、彼女の神秘の力による手のひと振りで倒された。

### 漫画版（アンドロメロス）
居村眞二の漫画版でも三人衆で登場するが、リーダーは体を改造していない。
訓練用のロボットゾフィーを皆で倒した後、ゾフィーの名を騙って偽ウルトラサインでメロスをアステロイドベルトに呼び寄せ、宇宙忍法スパイダーネットで捕らえることに成功するが、メロスのマスクを外そうとした際にコスモオーラーで倒される。その後、ジュダの力で亡霊として復活すると怪獣戦艦（名称不明）でR・S第4惑星のウルトラベースを襲撃し、そこを訪れたセブンをブラックホールに追放する。最後はメロスと戦い、怪獣戦艦の中に本体が存在することを見破られ、怪獣戦艦を破壊されて倒される。

## 『ウルトラマンボーイのウルころ』に登場するマグマ星人
『ウルトラマンボーイのウルころ』第90話「侵略作戦どっちにするの？」に登場。
バルタン星人と地球侵略のために作戦会議をするが、「地球侵略は頭を使った作戦でいくべき」と言うバルタン星人に対して「力押しで攻めるべきだ」と反論する。意見の食い違いから殴り合いを始めるものの、痛み分けに終わった。しばらくして気が付き、バルタン星人と和解するが、偶然通りかかったウルトラマンAに（先ほどの殴り合いの疲労もあり）まったく歯が立たず敗れる。
本作品ではバルタン星人にサーベルを突きつけ、催眠術のように操ろうとする能力を持っている。

## 『ウルトラマンメビウス』に登場するマグマ星人
『ウルトラマンメビウス』第16話「宇宙の剣豪」に登場。
兄弟2体が現れ、地球に接近するオオシマ彗星の表面でザムシャーと戦闘を繰り広げる。かつて地球を侵略に訪れた個体の同族にあたり、その当時の記録はGUYSのドキュメントMACに記録されている。右手に装着するサーベル、左手に装着する鉤爪を武器とするなど、能力的には過去の個体と同じであるが、独自の戦法として鉤爪を鎖で腕に接続し、離れた位置から相手に向けて射出するという使い方をする。
兄のBB（ブラザーブルー）は初代と同じ容姿で目は青く髪は金色、手にはサーベルのみを装着しており、瞬間移動能力を持つ。弟のBR（ブラザーレッド）は銀色の髪と赤い目を持ち、サーベルと鉤爪の両方を装着している。また、BBを「兄者」と呼ぶなど、兄弟揃って時代劇調の口調も特徴である。
持ち前の邪悪さを生かし、ザムシャーとの戦いでは1対1と見せかけてもう1体が不意を突くという卑怯な戦法も駆使するが、その作戦は片方を倒されることでいとも簡単に破られ、2体ともザムシャーに斬殺される。
- 声：稲田徹（兄弟共に）
- スーツアクター：寺井大介、福田大助
- スーツはアトラクション用の改造[36]。また、兄弟とも『レオ』第1話・第2話と同様に口が露出しているが、銀色に塗られていない。武器は新造。
- 登場する予定はなかったが、演出上ザムシャーの強さを見せるため、チャンバラできそうな敵ということでバルキー星人とともに倉庫にあった着ぐるみの中から選ばれた[37]。
- 放映前の雑誌や公式サイトなどでは単に「マグマ星人」の名前で表記されており[33]、上記のBBやBRという設定名は放映後に付けられた。

## 『ウルトラマンメビウス外伝』に登場するマグマ星人

### 『ウルトラマンメビウス外伝 超銀河大戦』
プレイムービーや雑誌連載による『ウルトラマンメビウス外伝 超銀河大戦』に登場。
『テレビマガジン』版
謎の電波で宇宙に誘い出されたウルトラマンとセブンを、ペガッサ星人、ババルウ星人、ジャシュラインと共に攻撃するが、セブンのエメリウム光線でペガッサ星人共々倒される。
DXウルトラコクピット版
アークボガールの命令でセブンを抹殺するため、地球に襲来。初代と同様にギラス兄弟を使ってセブンを追い詰めるが、GUYSやレオの救援によって形勢が逆転し、最後はセブンのアイスラッガーで倒された。
- 声：増谷康紀
- 映像は『レオ』第1話・第2話からの流用と、一部は新撮したものが使われた。

### 『ウルトラマンメビウス外伝 アーマードダークネス』
テレビマガジン版『ウルトラマンメビウス外伝 アーマードダークネス』に登場。
ザラブ星人やスチール星人たちと手を組み、アーマードダークネスを探すために行動し、ウルトラ兄弟と対決する。アーマードダークネスが暴走すると自分たちの戦力へ加えるために攻撃するが、レゾリューム光線を受けて倒される。

## 『大怪獣バトル ウルトラ銀河伝説 THE MOVIE』に登場するマグマ星人
映画『大怪獣バトル ウルトラ銀河伝説 THE MOVIE』に登場。
ウルトラマンベリアルのギガバトルナイザーの力で蘇り、右手にサーベル、左手に鉤爪を装着して怪獣墓場でダダ、ナックル星人、ババルウ星人と共にレイモンを襲うが、レイモンの回し蹴りを受けて倒される。
また、百体怪獣ベリュドラの胴体を構成する怪獣の1体となっている。
- スーツアクター：大西雅樹[40]

## 『ウルトラゾーン』に登場するマグマ星人
『ウルトラゾーン』のコントコーナー「ヘアサロン・マグマ&ババルウ」で、ババルウ星人と共に登場。
中目黒の目黒川沿いから一本入ったところにある美容室のカリスマ美容師として、ババルウ星人の先輩に当たるが、仲はあまり良くない。スーツはBRタイプの銀髪であるが、作中の台詞中では金髪として扱われている。
- 演：山崎樹範
- 第1話のアイキャッチでは美容師として女性客の髪を切っている姿が[42]、第3話では後ろ髪を深く切りすぎてしまい慌てる姿が[43]、第23話ではタカダ・リホ隊員とババルウ星人と共に食堂でどの席に座るか相談している姿が描かれている[44]。

## 『ウルトラマンギンガ』に登場するマグマ星人（SD）
『ウルトラマンギンガ』番外編「残された仲間」に登場。
異形の手のモノによってダークライブされた闇のエージェントの1人。首からがま口をぶら下げているのが特徴。また携帯電話も持っており、その着信メロディは「ウルトラマンレオ」である。
バルキー星人（SD）の次に召喚されており、本人は第一線で暗躍することを望んでいたが、その役目は「買い出し」であり表舞台に出ることはなく、他のエージェントたちからも邪険に扱われる。自身の願いが最後まで実らなかっただけでなく、降星町のスパークドールズがすべて宇宙に帰っていった後も取り残され、喪失感に明け暮れながら町で密かに暮らしていた。なお、町の人間からは普通の人間に見えるらしく、健太と千草以外の人間は正体に気付いていなかった（健太と千草だけに正体が見えたのは、健太のセリフによると「宇宙人への耐性」とのことである）。
尾行していた健太と千草の存在に気付くと恨みを晴らすべく執拗に2人を追い回した末、千草を隠し玉として持っていたゼットン（SD）にダークライブさせようとするが失敗し、代わりに自身がダークライブして千草がウルトライブしたウルトラマン（SD）と健太がウルトライブしたウルトラマンティガ（SD）と月面で対決する。劣勢になると自らゼットン（SD）から分離して加勢することで優位に立つが、最後は駆けつけたウルトラマンギンガにゼットン（SD）共々ギンガクロスシュートで敗北する。スパークドールズに戻った後、迎えに来たというギンガの目的を知ると、ギンガを「先生」と呼んで喜びつつ宇宙へ運ばれていった。
- 演：外島孝一（スーツアクター・声） / 田久保宗稔（人間態）
- 『レオ』第1話・第2話と同様、スーツアクターの目と口が露出したマスクになっている。
- 脚本を担当した足木淳一郎は、夢を追いかけている健太と千草に対してマグマ星人は「現実を知った大人の代表」としている[45]。

## 『ウルトラマンX』に登場するマグマ星人
『ウルトラマンX』第12話「虹の行く先」 - 第13話「勝利への剣」に登場。
シャプレー星人と共にギナ・スペクターの配下として登場。ウルトラマンエックスを倒すべく、グア軍団に忠誠を誓う。本作品では、戦闘時にかぎ爪を用いておらず、左手にもマグマサーベルを装着した二刀流となっている。
最初はシャプレー星人と共に人間大の姿でアスナやアリサを格闘戦にて圧倒した後、彼女たちの相手をシャプレー星人に任せて自らは巨大化し、モルド・スペクターとの連携でエクシードXを追い詰めるが、ビクトリーランサーを取り戻したショウの攻撃に怯み、一時撤退する。グア軍団の到着を待っていた最中をエックスとウルトラマンビクトリーに攻められ、ビクトリーと互角に渡り合うもビクトリーナイトには圧倒され、最後はナイトビクトリウムフラッシュとナイトビクトリウムシュートの連続攻撃で倒される。
- 声：祐仙勇
- スーツアクター：梶川賢司

## 『ウルトラマンタイガ』に登場するマグマ星人
『ウルトラマンタイガ』第1話「バディゴー！」、第24話「私はピリカ」、第25話「バディ ステディ ゴー!!」、劇場版『ウルトラマンタイガ ニュージェネクライマックス』、イベント『ウルトラヒーローズEXPO2020』に登場。当初はヴィラン・ギルドの構成員であったが、第25話以降はE.G.I.S.の警備士となる。
第1話では、競売にかけたゼガンの標的としてヤングマザーザンドリアスをおびき出すために河津のもとからベビーザンドリアスをさらい、ビル内で掲げて泣き叫ばせることによってデモンストレーションを実現させるが、ヘルベロスにゼガンを倒された後はベビーザンドリアスを放り出して逃走する。
第24話では、ウーラーが地球へ迫る中、アジトにてマーキンド星人と共に脱出を考えていたところ、ウーラーと同期して停止させようと考える旭川ピリカが現れ、彼女に押し切られる形でアジトにあった脳波コントロール装置の使用を許す。
最終話である第25話では、量子化してウーラー内部へ転送されたピリカやウーラーを救おうとするE.G.I.S.に協力を申し出ると、地中へ潜ったウーラーを誘き出すために宗谷ホマレと共に宇宙船からマグマウェーブを照射する。すべてが解決した後はマーキンド星人と共にE.G.I.S.の警備士に就職し、工藤ヒロユキの後輩となった。
劇場版『ニュージェネクライマックス』でも引き続きE.G.I.S.に勤務しており、早速ヒロユキやホマレと共に出動して愚痴を漏らすなどのやる気がなさそうな態度を見せていたが、ダダの銃撃からホマレをかばって負傷するなど、熱い一面がある姿も見せる。しかし、この負傷が原因で入院して休職扱いとなる（同僚のマーキンド星人も入院に付き添うべく同様に休職する）。それ以降は姿こそ映らなかったが、最終決戦前にはグリムドに憑依されたタロウの居場所を探すための情報をホマレに提供した。
イベント『ウルトラヒーローズEXPO2020』では、マーキンド星人と共に前線に出てヒロユキの変身までの時間稼ぎを行った。地球やE.G.I.S.への愛着のほか、宇宙人のイメージ向上を目指す様子を見せており、ヒロユキからも「E.G.I.S.の心強い仲間」と認識されている。
- 声：黒田崇矢
- スーツアクター：石川真之介[53]
- 監督の市野龍一は、マーキンド星人ともども第1話の時点で再登場させることを決めていたため、憎めない小悪党として描写した[54]。脚本を担当した林壮太郎も、再登場を決めた時点で社員にすることにしたと述べている[55]。

## 『ウルトラマンデッカー最終章 旅立ちの彼方へ…』に登場するマグマ星人
映画『ウルトラマンデッカー最終章 旅立ちの彼方へ…』に登場。
ラヴィー星をゴドラ星人と共闘して襲撃する。怪光線を先端から撃ち出すサーベルを右手に装着する。

## 『ウルトラマンレグロス』に登場するマグマ星人
『ウルトラマンレグロス』に登場。
- マグマ星人の侵略部隊が映像として描かれるのは、本作品が初である[58]。

### マグマ侵略軍提督 ヴォルカン
かつてレオとアストラ兄弟の故郷・L77星を襲撃して滅亡に追い込んだマグマ侵略軍の提督。猛毒に変えた邪気を操って戦う「マグマ毒手拳」の使い手で、エンペラ星人の鎧を模して造った強靭な暗黒の甲冑によって敵の攻撃を寄せ付けない。アブソリュートディアボロの誘いに乗って侵略の手をコスモ幻獣拳の総本山である惑星D60に伸ばす。
- 声：黒田崇矢[59]

### マグマ地獄兄妹 ユラブ
ラバの兄で、ヴォルカンの下でマグマ星人の雑兵を指揮するマグマ侵略部隊隊長。マグマサーベルを愛用し、残虐非道な卑劣漢であるが、妹想いの一面を時折見せることもある。怒りにとらわれたレグロスを圧倒するなど腕は立ち、ラバとともにフォロスとトゥバーンの無影脚に消し飛ばされた。
- 声：外島孝一[59]

### マグマ地獄兄妹 ラバ
ユラブの妹で、マグマ侵略部隊副隊長。武器の2本の短剣を用い、身軽さを活かして敵をアクロバティックに切り刻む。他の生命体をはく製か奴隷にして売り飛ばす商品としか思ってないなど、兄同様に奔放かつ冷酷非情な悪女。
- 声：春川芽生[59]

## 『大怪獣ラッシュ ウルトラフロンティア』に登場するマグマ星人
データカードダスおよびそれを元にしたCGショートムービー『大怪獣ラッシュ ウルトラフロンティア』に登場。

### マグママスター・マグナ
ラッシュハンターズに所属するマグマ星人のハンターで、「若き熱血ハンター」の異名を持つ。赤い目と腰辺りまで伸びた赤い髪が特徴で、赤いマントを羽織っている。一人称は「俺」。チーム内では最年少であり、直情的に動くトラブルメーカーでもある。それゆえ、当初はガルムから「ひよっこ」と呼ばれていたが、ベロクロンを撃破した際に「相棒」と呼ばれ、一人前として認められる。バレルのことは初戦の時は「アンタ」と呼ぶが、その後は「バレルの旦那」や「バレルっち」（2ndシーズン第4話から）と呼んでおり、ガルムやジェントなど基本的に年上の人物に対しては名前の後に「～の旦那」を付けて呼ぶ。戦闘スタイルは右腕に装着するスティンガーサーベルを駆使した、接近戦を得意とする。必殺技はサーベルにエネルギーを集めて繰り出すフォースサーベルなど。2ndシーズンからは新兵器として鉤爪状のライトニングクローを使用する。
目立ちたがり屋であり、事あるごとに「俺の見せ場」と称して真っ先にプラズマ怪獣に突っ込んでいくが、その度にプラズマ怪獣に裏拳で殴られる、光線で燃やされるなど、ロクな目に遭っていない。しかし本人は非常に頑丈で、前述のように裏拳で殴られても光線で燃やされても平気であり、避雷針代わりになってもほぼ無傷など、頑丈である。また、自分のサーベルに深い愛着を持っている。
ベロクロン戦では偶然自身の鎧の力を突発的に引き出したことから、トドメ役をほかの2人から任される。最初は戸惑った様子を見せたが、ガルムの「頭なんて使わずマグマ魂で見つけてみろ」というアドバイスを受け、自力で鎧の力を引き出して新技バーサクの発動に成功し、ベロクロンのミサイルを投げ返して自滅させた。
2ndシーズンの最終話である第9話のプラズマキラーザウルス戦ではプラズマキラーザウルスに取り込まれていた伝説の七星剣の1つ・妖刀ナナマスを一時的に手にし、エネルギーを集めて繰り出す斬撃「ボルカニックスラッシュ」でプラズマキラーザウルスに一太刀浴びせることに成功する。その後、ナナマスはプラズマキラーザウルスの撤退に呼応するように、宇宙へ飛び去って行った。
- 声：深町寿成

### その他のマグマ星人のハンター
マグマ星人フッグ
1弾より登場。「チェーンマグマ」の異名を持つ、青い髪のマグマ星人。左腕に鉤爪状のアタッチメントを装備しており、チェーンと繋がったフックを駆使して戦う。Webコミック版では実質的な主人公でフッグチームのリーダーを務める。また、「華麗なる蒼き怪盗」の異名を持ち、プラズマソウルのことを「ジュエル」と呼ぶほか、マグナと親しく「フッグの旦那」と呼ばれている。テレビ版2ndシーズンでは、ハンターステーションにいる宇宙人として姿が確認できる。
マグマ星人トライド
2弾より登場。「輝く刃で切り裂くハンター」の異名を持つ、緑の髪のマグマ星人。金色に輝くエルボーカッター状の三又装甲刃「トライデントアタッチメント」を武器とする。テレビ版2ndシーズンの最終話である第9話の「PLASMA KILLAR ZAURUS hunting」では、終盤でハンターステーションに帰還したラッシュハンターズを出迎える宇宙人の中に姿が確認できる。
マグマ星人ヴァイザー
5弾より登場。「ホワイトマグマ」の異名を持つ、白装束のマグマ星人。ギルドガードに所属し、危険地帯に赴くことを常とする。ギルドガードのメンバーは元より、取り締まる対象のハンターたちからも定評がある。

## ライブステージに登場するマグマ星人
口が露出しているので、観客の子供をステージに上げて名前を聞き出すなどの進行役を務めることや、下記のエイプリルフール企画を思わせるように調子に乗ることが多い。また、男性だけでなく女性の個体も登場する。
『ウルトラマンライブステージ2・宇宙恐竜最強進化!』
クローンゼットンを使って地球侵略を企む宇宙人たちの一員として登場。2体現れ、改造パンドンを操ってレオ兄弟と戦ったり、レギュラン星人の補佐を行う。基地に突入してきたウルトラマンティガとウルトラマンダイナに倒される。

『ウルトラマンフェスティバル2003』
第1部に登場。怪獣動物園に生息する怪獣たちを暴れさせ、同胞を倒したレオへの復讐を企む。ババルウ星人とも手を組んでいる。

『ウルトラマンフェスティバル2007』
『メビウス』最終回後の出来事とされ、冒頭でゼットンやゴモラと共にウルトラ戦士と戦うが、最後はウルトラマンジャックのウルトラランスに敗れる。

『ウルトラマンフェスティバル2009』
第2部に登場。光の国襲撃を目論むザラブ星人の仲間となり、ロボット軍団と共にウルトラマンを襲う。その後、クライマックスの決戦でセブンから託されたアイスラッガーを手にしたレイモンに倒される。

『ウルトラマンフェスティバル2010』
第1部に登場。ウルトラマンベリアルのギガバトルナイザーで闇から蘇った3体が登場し、ババルウ星人と共にレオを誘い出して倒そうとする。決戦では2体がレオ兄弟に倒され、残りの1体は通常と違う形状のサーベルを装備してウルトラマンゼロを襲うが、ウルトラセブンとゼロの親子コンビネーションで倒される。その後、ベリアルに闇の鎧を与えられてババルウ星人と共に再びゼロを襲うが、ゼロスラッガーギアを纏ったゼロのスーパーフォームの攻撃に敗れ去る。

### マグマ星人Jr
『宿敵復活〜地球紀行 それぞれの未来』に登場。
地球でウルトラマンレオと対決したマグマ星人の息子。胸のマグマ勲章が無く、首に青紫のスカーフを巻いている。他の同族と違い、争い事が嫌いで調子に乗りやすい。マグマ星人たちが狙う闇の衣を調査していたウルトラマンノアとウルトラマンメビウスに出会い、お爺ちゃん（身寄りのないJrを育てていたウルトラマンキング）からウルトラマンたちの活躍を聞いて話をするが、実父が獅子座L77星雲を滅ぼして地球まで襲った末に倒されたことをレオから聞かされ、傷付いたところに闇の衣から聞こえた声に心を支配された結果、衣から現れた強化ダークザギの配下となる。実父同様、双子怪獣レッドギラスとブラックギラスを操ってパタで戦うが、動揺していたレオを単身で倒したうえにメビウスと斬り合うなど、実父を超える戦闘力を持っている。怒りで我を失い、育ての親であるキングの呼び掛けにも答えずに襲いかかった後、キングフラッシャーを受けてキングに謝罪しつつ倒れるが、最後は観客の呼びかけによって復活を果たす。

### マグマ星人ロム
『ウルトラマンフェスティバル2015』第1部に登場。
地球人の星人による共同職務空間を立てるのを目的とした、池袋サンシャインシティに勤務する警備員。ミリタリー迷彩服を着用して、お馴染みのパタではなく機関銃を携えている。シティの破壊を目論む怪獣軍団からステージを守るべく、観客の声援を受けながら戦う。名悪役として有名であったマグマ星人の中で、歴代初の善玉宇宙人として出演した個人。

## ゲーム作品に登場するマグマ星人

### ザ・グレイトバトルIII
『ザ・グレイトバトルIII』に登場。
洞窟ステージのボス。コロシアムに再登場する。バンパイヤのような姿をしていてコウモリを繰り出し、自らはサーベルの連続突きで攻撃する。

### PDウルトラマンバトルコレクション64
『PDウルトラマンバトルコレクション64』に登場。
ストーリー前半のラストボスとして登場し、倒してからはプレイヤーキャラクターに加わる。初期能力が良く覚える技も強力だが、光線技が1つしかないなど、技のバリエーションはあまり多くない。

### ウルトラマン Fighting Evolutionシリーズ
『ウルトラマン Fighting Evolution』シリーズの1〜3にボス、敵キャラクターとして登場。
1ではバトルモードの2周目のラストボスとして登場し、倒すことで扱えるようになる。サーベルと鉤爪を装備した状態で、必殺技はサーベルから放たれる光線。
2ではオリジナルストーリー「大地球侵略作戦」に登場。バルタン星人、ダダ、ヤプール人と結託してウルトラ兄弟を罠にかける。東京タワーに逃げ込んだ人々を人質にとり、バルタン星人を倒した直後のセブンを双子怪獣を従えて攻撃（この際、セブンで勝ってもよい）、ギラススピンを喰らって重傷を負ったセブンの下へ駆けつけたレオと戦うことになる。
3のウルトラモードでは「セブンが死ぬ時！ 東京は沈没する！」で原作同様の役割で登場するほか、オリジナルストーリー「世界10拠点同時侵略指令」にてバルタン星人が各地に送り込んだ怪獣軍団の1体として登場する。

### 大怪獣バトル ULTRA MONSTERS NEO
『大怪獣バトル ULTRA MONSTERS NEO』第1話「力を継ぐもの」に登場。
テンペラー星人、ババルウ星人、キリエロイドと共にカネゴンのバトルナイザーを奪おうとする中、他の3人やカネゴンと共に平行世界へ迷い込む。主人公とカネゴンを見付け、ババルウ星人と共に襲い掛かる。だが、主人公が手にしたカネゴンのバトルナイザーから現れた怪獣の返り討ちに遭い、ババルウ星人共々倒される。他の3人と違い、劇中では一言もセリフがない。
ステータスはスピードがかなり高いが、ディフェンスとパワーが低い。必殺技は劇中で使用した「サーベルビーム」のほか、右手のサーベルを使った連続攻撃「サーベルラッシュ」、「スライドサーベル」が使える。NEO第1弾よりザムシャーとのタッグ必殺技「一刀二閃居合い斬り」が、NEO第4弾では毒の鍵爪で敵を連続で切り裂く「ベノムクローラッシュ」という毒属性の新必殺技が追加された。

## その他の登場作品
- 映画『新世紀2003ウルトラマン伝説 THE KING'S JUBILEE』では、ウルトラマンキングの誕生日を怪獣たちと共に祝福する。また、怪獣ダンサーのマグマ・フリーズXが登場し、ダンスも披露する。
- 漫画作品
  - 居村眞二の『ウルトラマン80』の漫画作品では、怪獣魔城に捕われていた者が自由を得るために80に挑みかかるが、正体はアメーバ怪獣の変身だった（アントラー、キーラ、ゼットンにもなり、分裂するとそれぞれが4体の姿になる）。
  - 内山まもるの漫画『ウルトラ戦士 銀河大戦争』では、ゴッドマグマと呼ばれる王が登場。光の国からウルトラキーを強奪し、追ってきたウルトラ兄弟と艦内で戦闘になる。斧を武器にしており、ウルトラマンAに手傷を負わせる腕前を見せるが、助けに入ったアンドロメロスのコスモテクターを破壊することができず敗北した。
  - 漫画『ウルトラマン超闘士激伝』では、強豪宇宙人の1人として登場。マグマサーベルを強化したネオマグマサーベルを所持している。
  - 漫画『ウルトラマンSTORY 0』では、L77星を襲撃した際の様子が描かれており、「マグマ星人」と呼ばれる理由として「マグマに飛び込むことで、胸の勲章を起爆装置として惑星そのものを破壊する能力を持つため」という設定がなされた。
- ウルトラ怪獣擬人化計画
  - 『電撃ホビーマガジン』2014年6月号（第7回）には、勲章を左の二の腕に付けたロングヘア女性のマグマ星人（イラスト：なまにくATK）が掲載された。武器のサーベルは桃色刀身の光剣。
  - 『ウルトラ怪獣擬人化計画 ギャラクシー☆デイズ』では、「サーベル暴君」の異名を持つ女子生徒で、ガッツ星人から「暴君ってボリューム」と表現されるほどの巨乳。周囲には、「L77学園を壊滅させた」、「一匹狼で謎が多い」、「屋上で暴れて生徒を病院送りにした」などのさまざまな噂が噂され、恐怖の対象とされているが、実際には不器用でせっかちな性格であり、騒動を引き起こして噂になってしまっただけで、本人も自身が「サーベル暴君」と呼ばれていることは確認していない。また、友達を作りたくてしょうがない気持ちでいるが、その性格ゆえに空回りして友達ができないでいる。原典同様、ローランには恋愛感情を持つ。

## その他の補足
- 同じ円谷作品である『電光超人グリッドマン』に登場する巨大カーンデジファーの着ぐるみには、アトラクション用のボディが流用されている。
- バラエティ番組『めちゃ×2イケてるッ!』では、『大怪獣バトル ウルトラ銀河伝説 THE MOVIE』の出演オーディションに他の怪獣と共に参加した。エイプリルフールネタ同様のフットワークの軽いキャラクターでプレッシャー星人とノーバに絡んでいたが、どちらも絡み辛い様子を見せていた。玉乗りの準備をしている途中で調子に乗り始め、その挙動や格好から「大阪プロレスの匂いがする」とコメントされ、武藤敬司の物真似をしている。その姿を見たプレッシャー星人は「不合格にしてもいいんじゃないか」と頼んだが、監督からは「決意の表れ。個性があっていいと思いますよ」と逆に好評価を得た。その後の玉乗り対決では、ピグモンと対決している。目元から中の人の顔が確認でき、プレッシャー星人に「中身大学生でしょ」と言われたことで、出演者にはマグマ大学生と呼ばれるようになった。
- ウルトラマンガイア / 高山我夢役の吉岡毅志の結婚式に乱入し、花嫁を連れ去ろうとしたが、その後は杉浦太陽が変身したコスモス、高野八誠が変身したアグル、吉岡が変身したガイアに助けに現れたガンQ共々成敗された。その後は改心してメビウスのコノミ役の平田弥里と写真を取ったり、客に料理を取り分けたりしており、杉浦がブログでこの話題を取り上げている[61]。この際のスーツは、露出している口の部分で演者の髭が見えていた。
- プロバスケットボールbjリーグと円谷プロダクションのコラボ企画として開催された、ウルトラ怪獣を各チームのマスコットキャラクターとしてチームに加える「ウルトラ怪獣ドラフト2010」では、企画の発案者となっている。自身は島根スサノオマジックよりドラフト指名された。
- 『ナイスの部屋』同様、ウルトラマンナイスとはよくコンビでイベントなどに出演することが多い。2011年10月9日の博品館劇場でのイベント『ウルトラマン80"奇跡の"ファン感謝祭!』でもナイスと共に司会を担当。2011年11月19日の東京ドームシティでのイベント『ウルトラ秋の大作戦!まるごと1日ウルトラマン』では、ナイスやレイとともにトークショー『昼まで生マグマ』を開催した。
- 2011年-2012年のよみうりランドでのイベント『ウルトラQ怪獣ワールド』では、各種イベントに出演。2011年12月23日、2012年1月28日の『生ウルトラファイト』では大会コミッショナーおよびレフェリーを担当。2012年1月9日の『ウルトラQ&成人（星人）の日?』には成人の日を「星人の日」と間違えて星人たちを連れてきてしまい、その責任としてバンジージャンプをさせられている（他にもジェットコースターに乗ったり、ダンスなどを披露していた）。この中で何かの形で『仮面ライダーオーズ/OOO』に出演したと語っている。2012年1月28日にはナイスとのコンビによるトークショー『ウルトラマンナイスの部屋ショー』も開催した。

### インターネット企画におけるマグマ星人
- 円谷プロダクション公式サイトのエイプリルフール企画では、爆破予告や地球侵略を行おうとして逮捕（もしくは厳重注意）されるなどよく問題を起こしている。
  - 2006年より初参加。日本語を上手く入力できないダークバルタンを笑い、それを注意したバルタン星人やダークザギに逆に怒った。
  - 2010年のエイプリルフール企画では前述の『めちゃイケ』でのオーディションは実はやらせであると暴露し、同時期の「円谷ッター」（ツブッター。Twitterのパロディ。）にも参加。ババルウ星人やガッツ星人と共に冥王星侵略を企んだが、途中でナイスの部屋に出演するため、地球へ向かう。帰ってきた際にはウルトラ戦士たちに侵略を阻止された後だったため、「こんなことなら地球でクッキンアイドル アイ!マイ!まいん!を見てくれば良かった」と発言。メトロン星人のTwitterによると、過去に勉強を教えたとのことである。前者には「この映画の主役の俺」など、自身の自慢話が20行以上書かれている。
- 2010年には上記のエイプリルフール企画と同時期にニコニコ動画で『ウルトラマンナイスの部屋』のスペシャルコメンテーターとして出演。『ウルトラマン80』の大ファンでもあり、同作の登場怪獣やストーリーなどを詳しく解説していた。また、この中で詳細は不明ながら『ウルトラマンティガ』第49話に「人間体で出演している」と話している。2010年12月15日と2011年7月8日にニコニコ生放送で番組が復活した際には再びナイスとコンビで出演し、前者ではジャンボットがグリッドマンに似ていることを指摘していた。また、後者ではスーツアクターが外島孝一と判明した。